# Ruine Leckstein
Die Ruine Leckstein, auch Lägstein, Lechstein oder Reckstein genannt, ist die Ruine einer Höhenburg auf 785 m ü. NN an einem Talhang westlich über Gauselfingen, einem Stadtteil von Burladingen im Zollernalbkreis in Baden-Württemberg.

## Geschichte
Geschichtliche Daten liegen über diese Burganlage bis heute nicht vor. Genauso wie von der nordwestlich gegenüberliegenden Burg Hasenfratz sind weder der Erbauer, die Bewohner oder ein Burgadel noch der Grund des Abganges der Burg bekannt. Auch vom darunterliegenden Dorf Gauselfingen ist kein Ortsadel bekannt, der auf der Burg hätte sitzen können. Keine der Burgbezeichnungen kommen als Burgenname in Betracht, sondern stammen wohl von Flurnamen unter Lechstein ab. Sie beziehen sich auf den Abhang und die kleine Höhle am Burgfelsen. Ein Bezug zu den Herren von Lichtenstein, die auf der südlich gelegenen Doppelburg Lichtenstein saßen, ist möglich.
Entstanden ist die Burg in der zweiten Hälfte des 12. Jahrhunderts, wie die Datierung von Keramik-Lesefunden zeigt. Anscheinend wurde im Zeitraum zwischen 1250 und 1300 der Wohnturm mit dem polygonalen Anbau errichtet, wie sich aus den Mauerwerksmerkmalen ergibt. Aufgegeben wurde die Burg dann während der ersten Hälfte des 14. Jahrhunderts, was sich ebenfalls aus den Keramikfunden schließen lässt.
Die heutige Bezeichnung Leckstein findet sich erstmals im Jahr 1544, als Flurnamen in einer Grenzbeschreibung, dabei ist es aber nicht ganz sicher, ob sich diese Bezeichnung auf die Burg bezieht.
Von der ehemaligen Burganlage in Hanglage, die über eine Kernburg mit Wohnturm (mit Anbau) und Vorburg sowie Burghof, Umfassungsmauer und Halsgraben verfügte, sind noch Reste des Wohnturms und der Halsgraben erhalten.

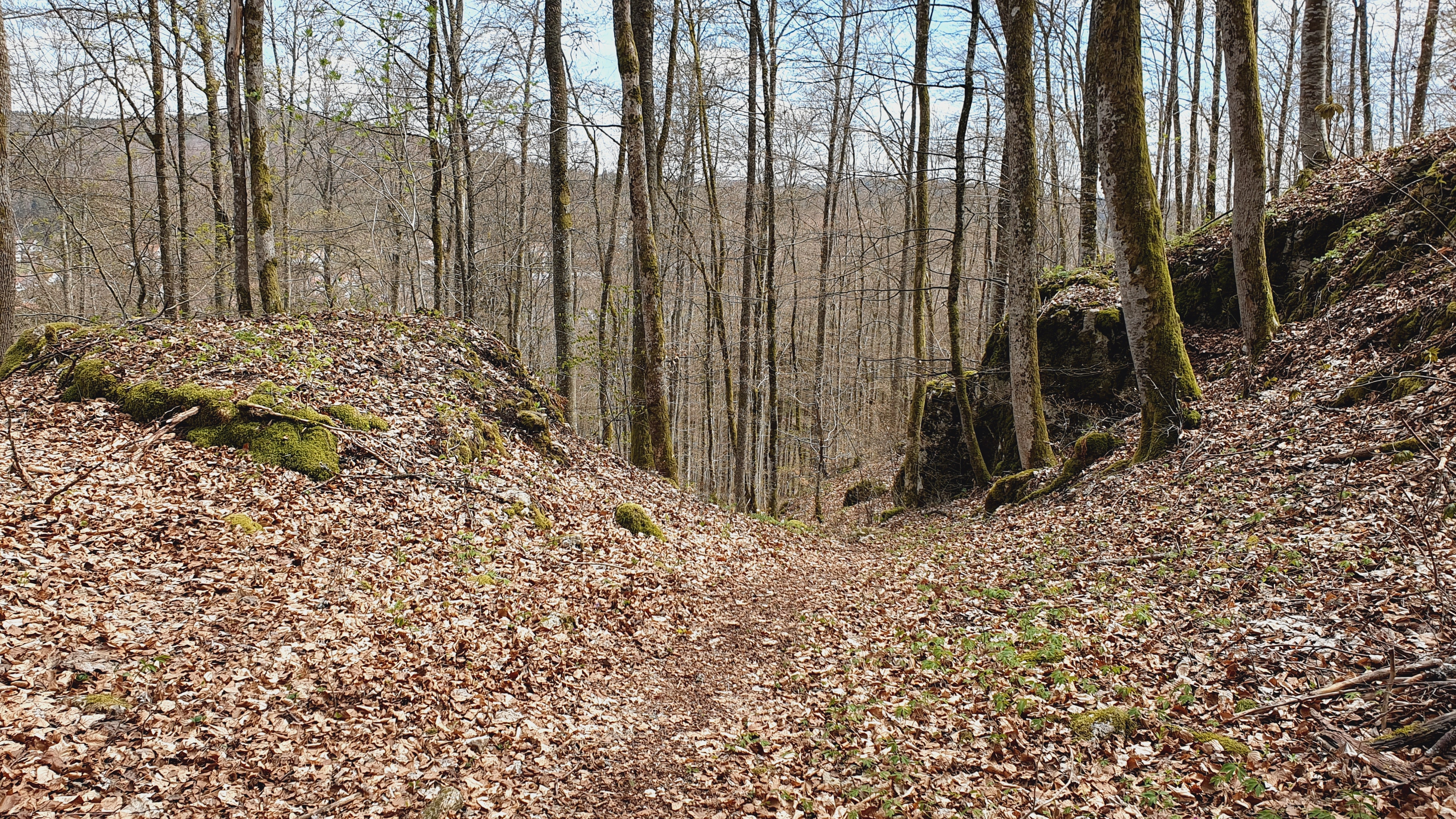
Der Halsgraben
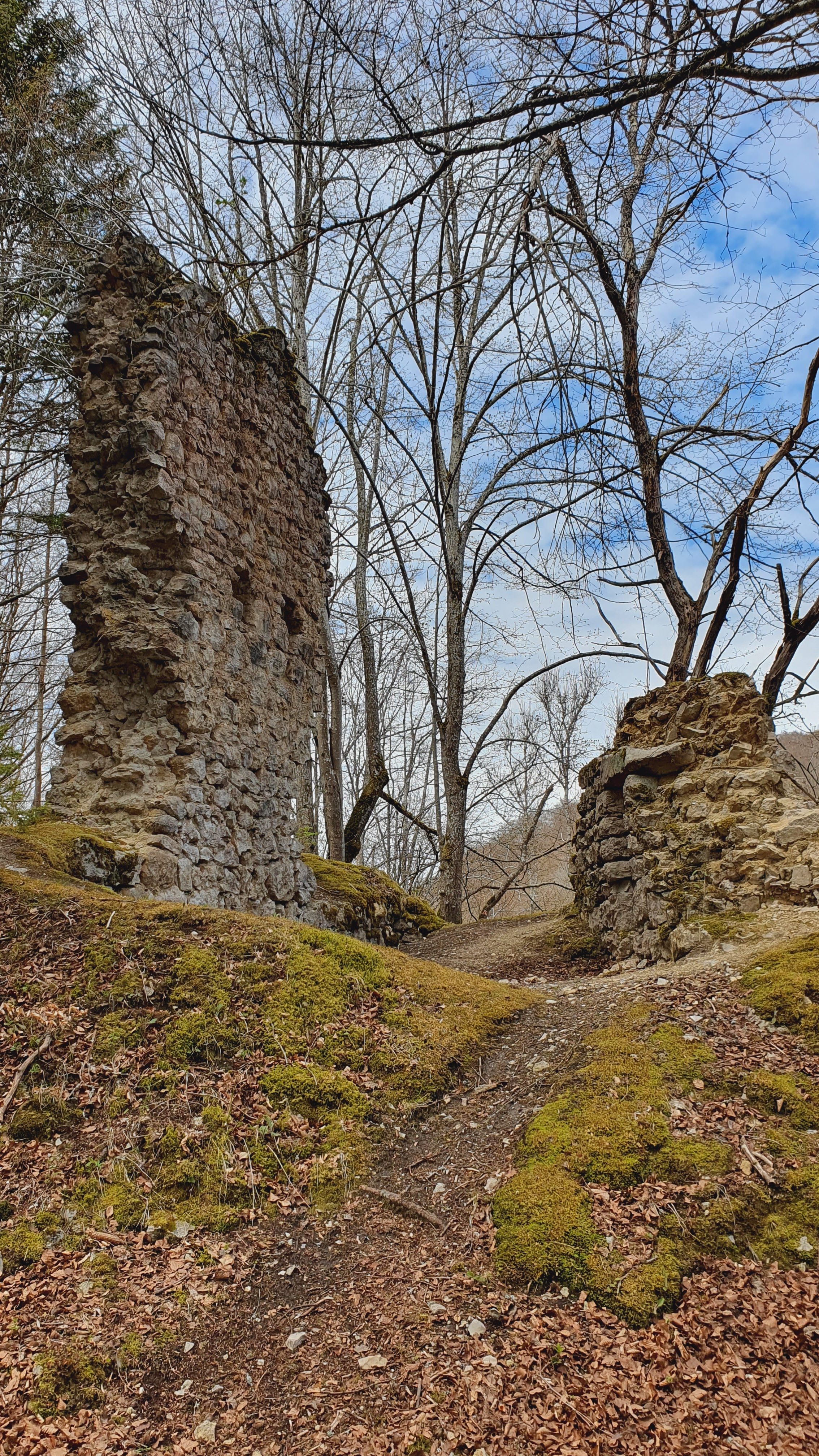
Ruine
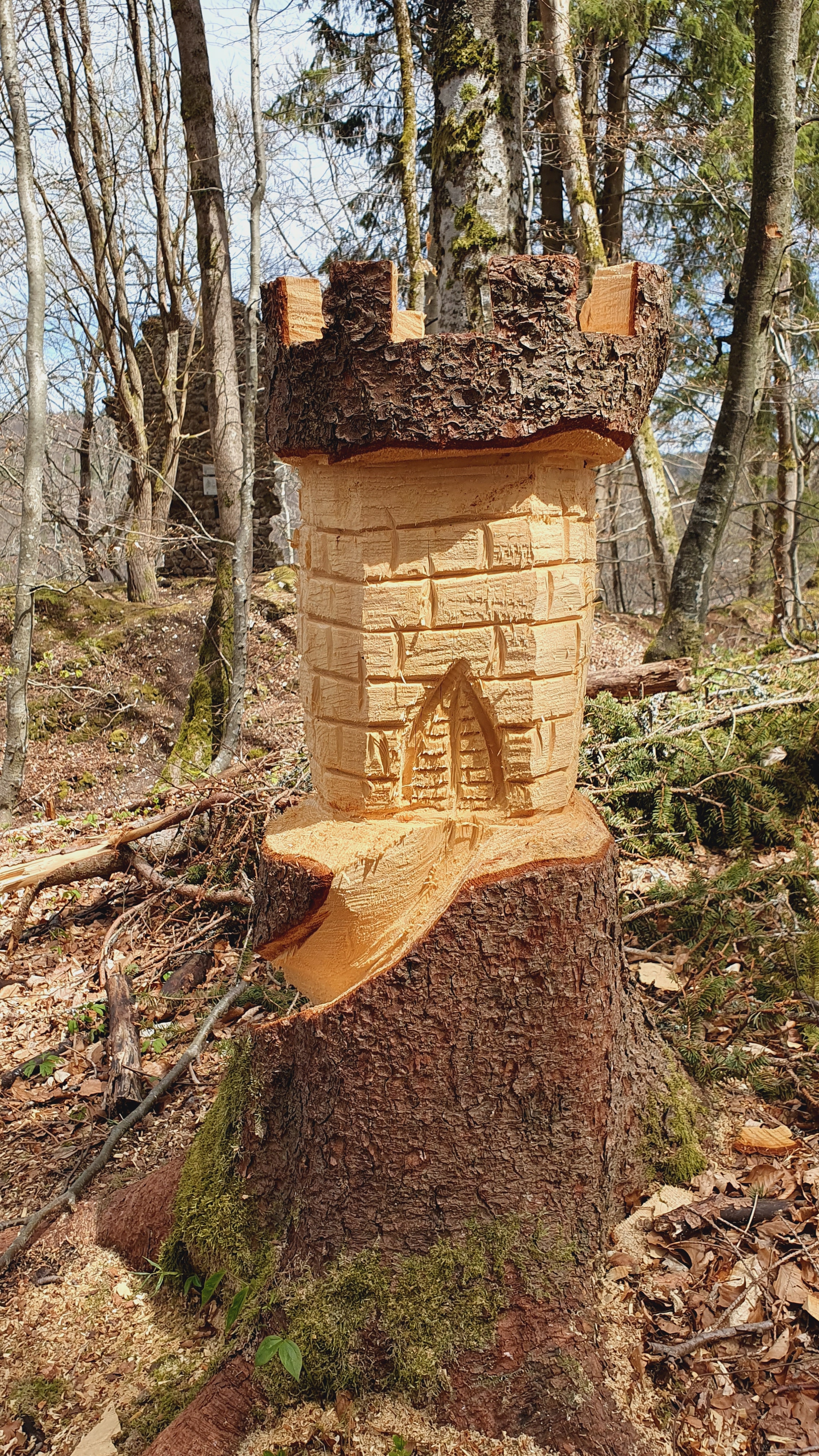
Die Ruine im Hintergrund und ihr Holzpendant im Vordergrund